# Sodalit
Sodalit (Na8(Al6Si6O24)Cl2) je alumosilikát (hlinitokřemičitan) sodíku s chlórem, řadící se mezi tektosilikáty. Patří do skupiny foidů, kde společně s dalšími minerály (hauyn, nosean a lazurit) vytváří sodalitovou skupinu.
Objeven byl v roce 1811 v intruzivním komplexu Ilimaussaq v Grónsku. Pojmenován byl podle obsahu sodíku ve svém vzorci.

## Vznik
Jeho vznik je převážně magmatický. Je hlavním horninotvorným minerálem některých magmatických alkalických hornin jako jsou sodalitické syenity a trachyty. Vyskytuje se také na kontaktech mramoru a erlánu.

## Vlastnosti
- Fyzikální vlastnosti: Tvrdost 5,5-6, křehký, hustota 2,29 g/cm³ průměrná, štěpnost špatná podle {110}, lom je nerovný až lasturnatý.
- Optické vlastnosti: Barvu má tmavě modrou až modrošedou. Vryp je bílý a lesk skelný až mastný. Pod vlnami UV světla je fluorescentní a má oranžovo-červenou barvu. Je průhledný i průsvitný.
- Chemické vlastnosti: Složení: Na 18,98 %, Al 16,7 %, Si 17,39 %, O 39,62 %, Cl 7,32 %. Může obsahovat vázanou síru. Je rozpustný v HCl a HNO3.

## Výskyt
- Bancroft, Kanada (tmavě modré sodality)
- Bahia, Brazílie (z této lokality pochází většina estetických a tromlovaných vzorků)
- Julianehaab, Grónsko (v syenitech)
- Auvergne, Francie (v trachytech)
- Laacher See, Porýní, Německo (na kontaktech mramorů a erlánů)
- Velké Březno, okres Ústí nad Labem, Česko
- kopec Kletečná, České středohoří, Česko (ve formě makroskopických krystalů ve znělcích)[1]

## Parageneze
Sodalit se často vyskytuje společně s minerály jako nefelín, kankrinit, vesuvián, mikroklin, sanidin, albit, kalcit, fluorit, ankerit, baryt.

## Využití
V klenotnictví se moc nepoužívá a pokud ano, tak jen ve formě tromlovaných, či leštěných kamenů. Mnohem více se však horniny obsahující sodalit využívají jako dekorační kámen na obklady budov, soch, schodišť a podobně. Jeho odrůda hackmanit je mezi klenotníky vysoce ceněný minerál.

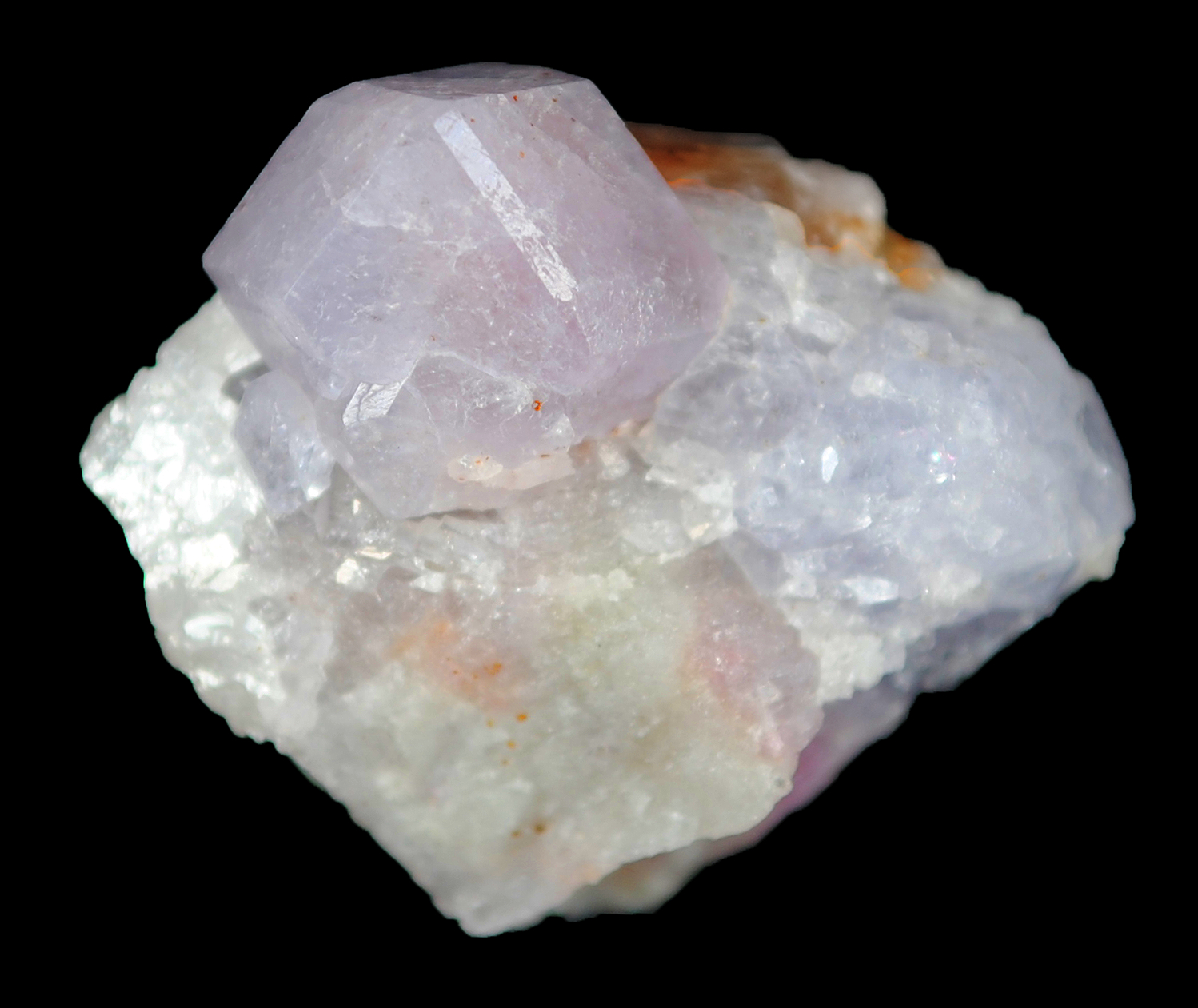
Hackmanit z údolí Kokša v Afghánistánu

## Odrůdy

### Hackmanit
Hackmanit je mimořádně vzácná, na síru bohatá odrůda sodalitu, která vykazuje tenebrescenci. Poprvé byl objeven v Grónsku v roce 1896 L. C. Boergstroemem a později byl pojmenován po Victoru Axel Hackmanovi, finskému geologovi. Nicméně unikal zájmu klenotníků až do nedávné doby (1991), kdy byl nalezen první vysoce kvalitní brusný hackmanit, který byl objeven v kanadském Quebecu. Hackmanit je těsně po těžbě světle až tmavě fialové barvy, ale jakmile je vystaven slunečnímu záření, barva rychle mizí a mění se na šedavou nebo zeleno-bílou. Když se umístí zpět do temné místnosti nebo když je vystaven krátkovlnnému UV světlu, fialové barvy se pomalu vrací. Změna barvy může nastat během několika sekund je-li vystaven slunečnímu záření, ale návrat k původní barvě může někdy trvat až týden. Tento efekt se může opakovat neustále, je však trvale zničen vysokým zahřátím. 
Hackmanity z Afghánistánu (údolí Kokša) se vyznačují tzv. reverzní (opačnou) tenebrescencí, kdy se minerál rychle zabarvuje po vystavení slunečnímu záření (UV záření) do tmavě fialové barvy a naopak uložením do tmy zabarvení postupně, pozvolna ztrácí a navrací se k bledě béžovému až šedému zabarvení.